# Dictyla convergens
Dictyla convergens är en insektsart som först beskrevs av Herrich-schaeffer 1835.  Dictyla convergens ingår i släktet Dictyla, och familjen nätskinnbaggar. Enligt den finländska rödlistan är arten nära hotad i Finland. Arten är reproducerande i Sverige. Artens livsmiljö är strandängar vid sötvatten.